# Список дипломатичних місій Фінляндії

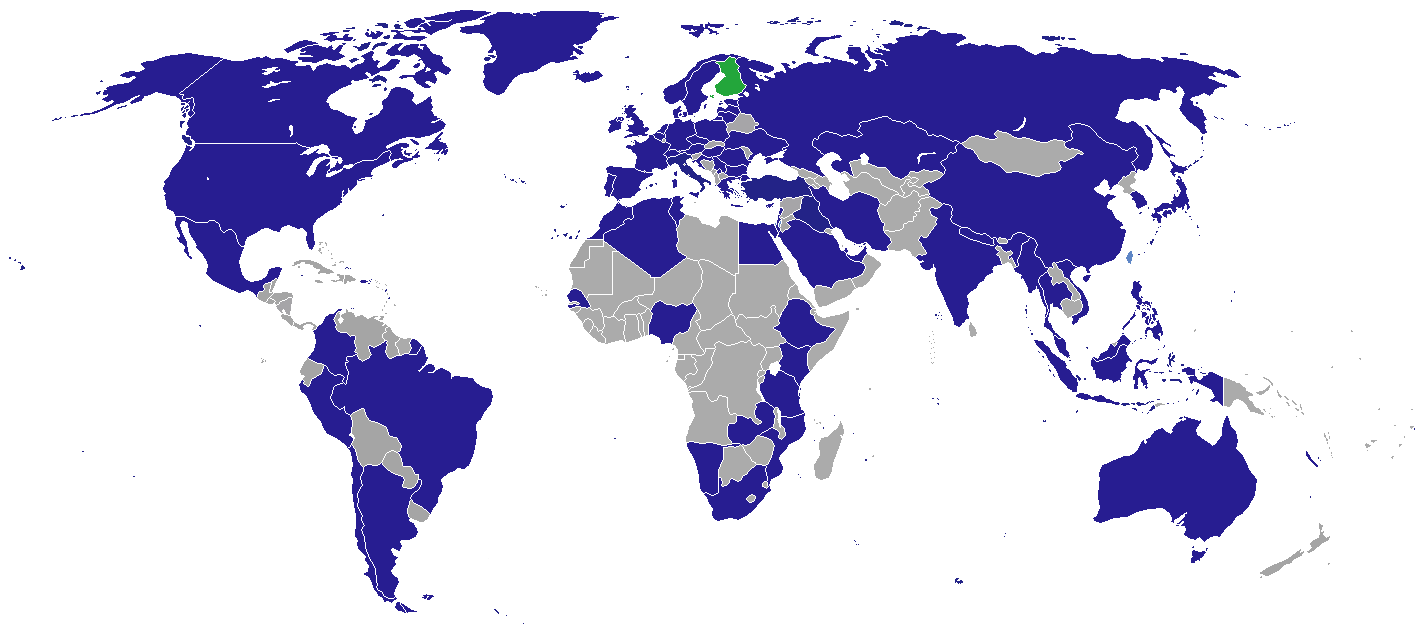
Країни, в яких є посольство Фінляндії.

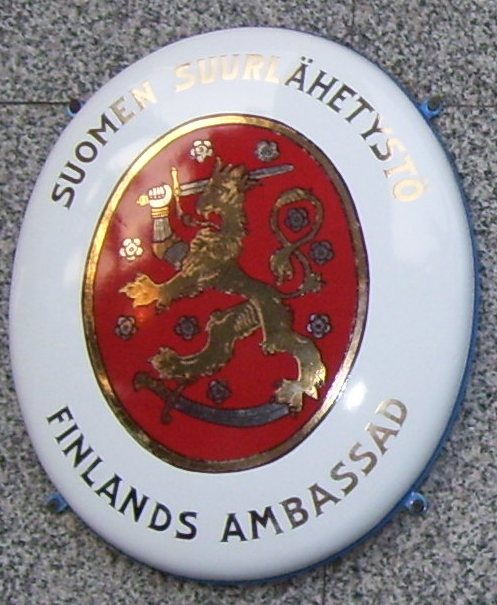
Табличка, яку вішають на будівлі фінських посольств.

Нижче представлено список дипломатичних місій Фінляндії. Міністерство закордонних справ Фінляндії було засноване в 1917 році одразу після здобуття Фінляндією незалежності. Для сприяння міжнародному визнанню країни та для захисту його інтересів до кінця 1918 року було відкрито 12 посольств. На момент початку Другої світової війни у Фінляндії було 20 посольств, з яких 4 були за межами Європи, і 6 консульств. Наразі Фінляндія має посольства у 71 країні та 6 генеральних консульств.

## Посольства

### Європа
| Посольство      | Акредитоване в                |
| --------------- | ----------------------------- |
| Австрія         |                               |
| Бельгія         | Люксембург                    |
| Болгарія        |                               |
| Велика Британія |                               |
| Греція          | Албанія                       |
| Данія           |                               |
| Естонія         |                               |
| Ірландія        |                               |
| Ісландія        |                               |
| Іспанія         | Андорра                       |
| Італія          | Мальта Сан-Марино             |
| Кіпр            |                               |
| Косово          |                               |
| Латвія          |                               |
| Литва           |                               |
| Нідерланди      |                               |
| Німеччина       |                               |
| Норвегія        |                               |
| Польща          |                               |
| Португалія      | Кабо-Верде                    |
| Росія           |                               |
| Румунія         | Молдова                       |
| Сербія          | Північна Македонія Чорногорія |
| Угорщина        | Словенія                      |
| Україна         |                               |
| Франція         | Монако                        |
| Хорватія        | Боснія і Герцеговина Ватикан  |
| Чехія           | Словаччина                    |
| Швейцарія       | Ліхтенштейн                   |
| Швеція          |                               |

### Азія та Австралія
| Посольство        | Акредитоване в                                            |
| ----------------- | --------------------------------------------------------- |
| Австралія         | Вануату Нова Зеландія Папуа Нова Гвінея Самоа Тонга Фіджі |
| Афганістан        |                                                           |
| В'єтнам           | Лаос                                                      |
| Ізраїль           |                                                           |
| Індія             | Бангладеш                                                 |
| Індонезія         | Східний Тимор                                             |
| Іран              |                                                           |
| Казахстан         | Киргизстан                                                |
| КНР               | Монголія                                                  |
| Ліван             | Йорданія Сирія                                            |
| Малайзія          | Бруней Філіппіни                                          |
| М'янма            |                                                           |
| Непал             |                                                           |
| ОАЕ               | Багамські Острови Катар                                   |
| Південна Корея    | Північна Корея                                            |
| Саудівська Аравія | Ємен Кувейт Оман                                          |
| Сінгапур          |                                                           |
| Таїланд           | Камбоджа                                                  |
| Туреччина         |                                                           |
| Японія            |                                                           |

### Африка
| Посольство | Акредитоване в                            |
| ---------- | ----------------------------------------- |
| Алжир      |                                           |
| Ефіопія    | Джибуті Південний Судан                   |
| Єгипет     | Судан                                     |
| Замбія     | Зімбабве Малаві                           |
| Кенія      | Еритрея Сейшельські Острови Сомалі Уганда |
| Марокко    |                                           |
| Мозамбік   | Есватіні                                  |
| Намібія    | Ангола                                    |
| Нігерія    | Бенін Гана Ліван Сенегал                  |
| ПАР        | Ботсвана Лесото Маврикій                  |
| Танзанія   | Бурунді ДР Конго Руанда                   |
| Туніс      | Лівія                                     |

### Америка
| Посольство | Акредитоване в                                          |
| ---------- | ------------------------------------------------------- |
| Аргентина  | Парагвай Уругвай                                        |
| Бразилія   |                                                         |
| Канада     |                                                         |
| Колумбія   | Венесуела Панама                                        |
| Мексика    | Беліз Гватемала Гондурас Коста-Рика Нікарагуа Сальвадор |
| Перу       | Болівія Еквадор                                         |
| США        |                                                         |
| Чилі       |                                                         |

## Генеральні консульства
- Австралія: Сідней
- КНР: Гонконг
- КНР: Шанхай
- Росія: Санкт-Петербург
- США: Лос-Анджелес
- США: Нью-Йорк

## Представництва при міжнародних організаціях
- Європейський Союз: Брюссель
- Рада Європи: Страсбург
- НАТО: Брюссель
- Організація з безпеки і співробітництва в Європі: Відень
- Організація Об'єднаних Націй: Нью-Йорк
- Організація Об'єднаних Націй: Женева
- Організація Об'єднаних Націй: Відень
- ЮНЕСКО: Париж
- Продовольча та сільськогосподарська організація ООН, інші організації: Рим
- Організація економічного співробітництва та розвитку: Париж

## Інші представництва
- Бельгія - Офіс зв'язків
- Палестина - Представництво
- Республіка Китай - Торгівельне бюро

## Галерея

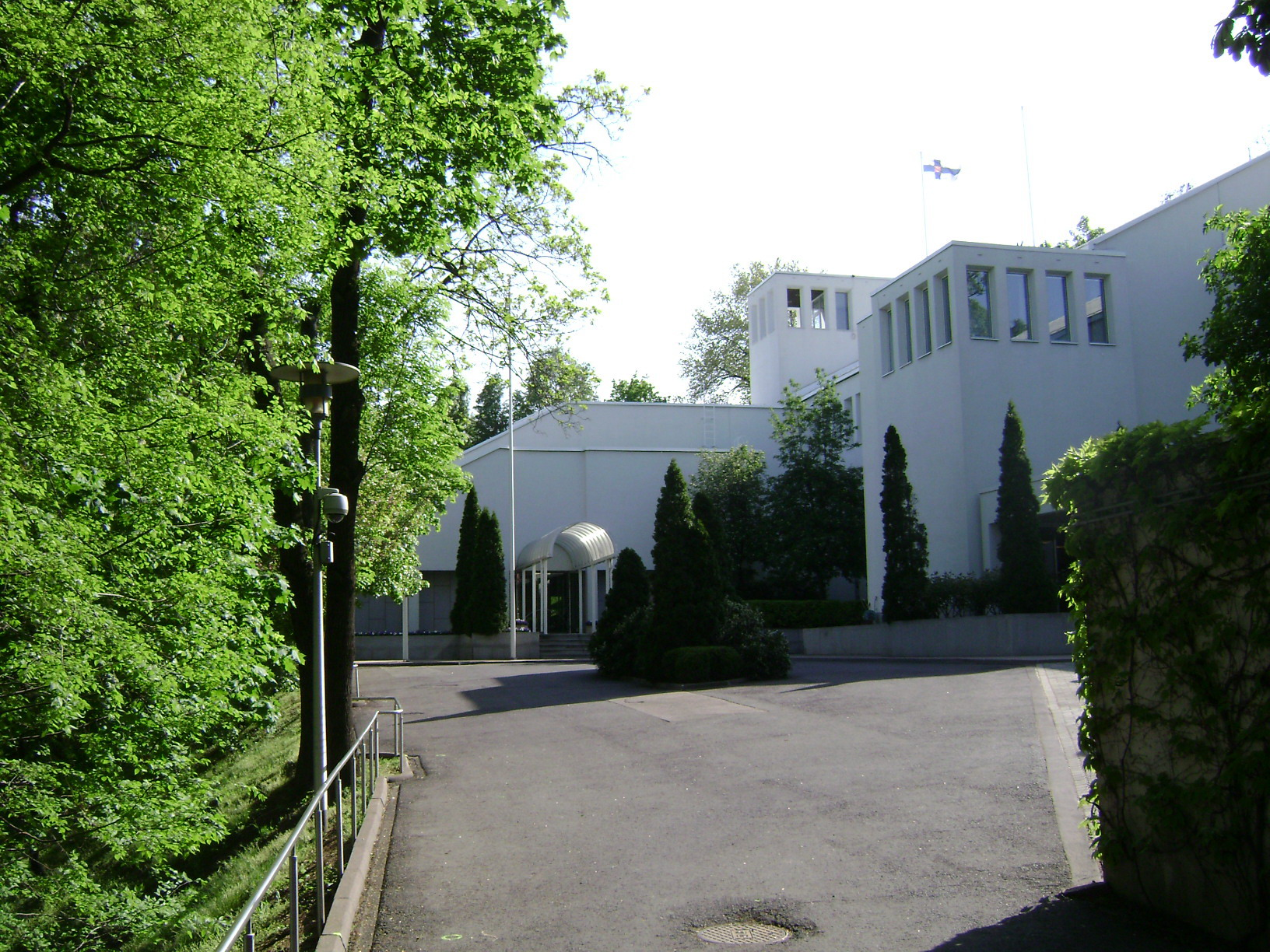
Посольство Фінляндії в Австралії
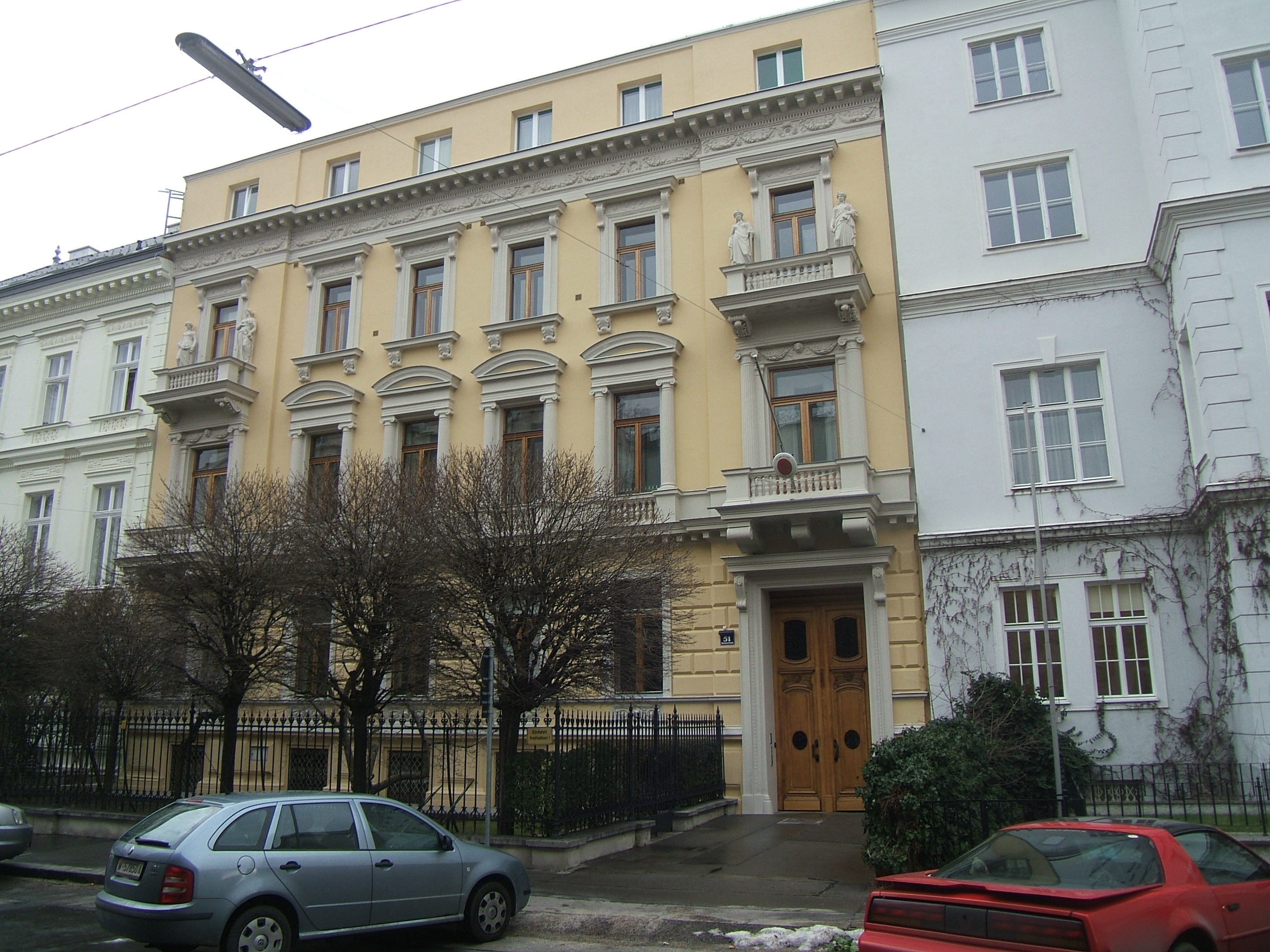
Посольство Фінляндії в Австрії
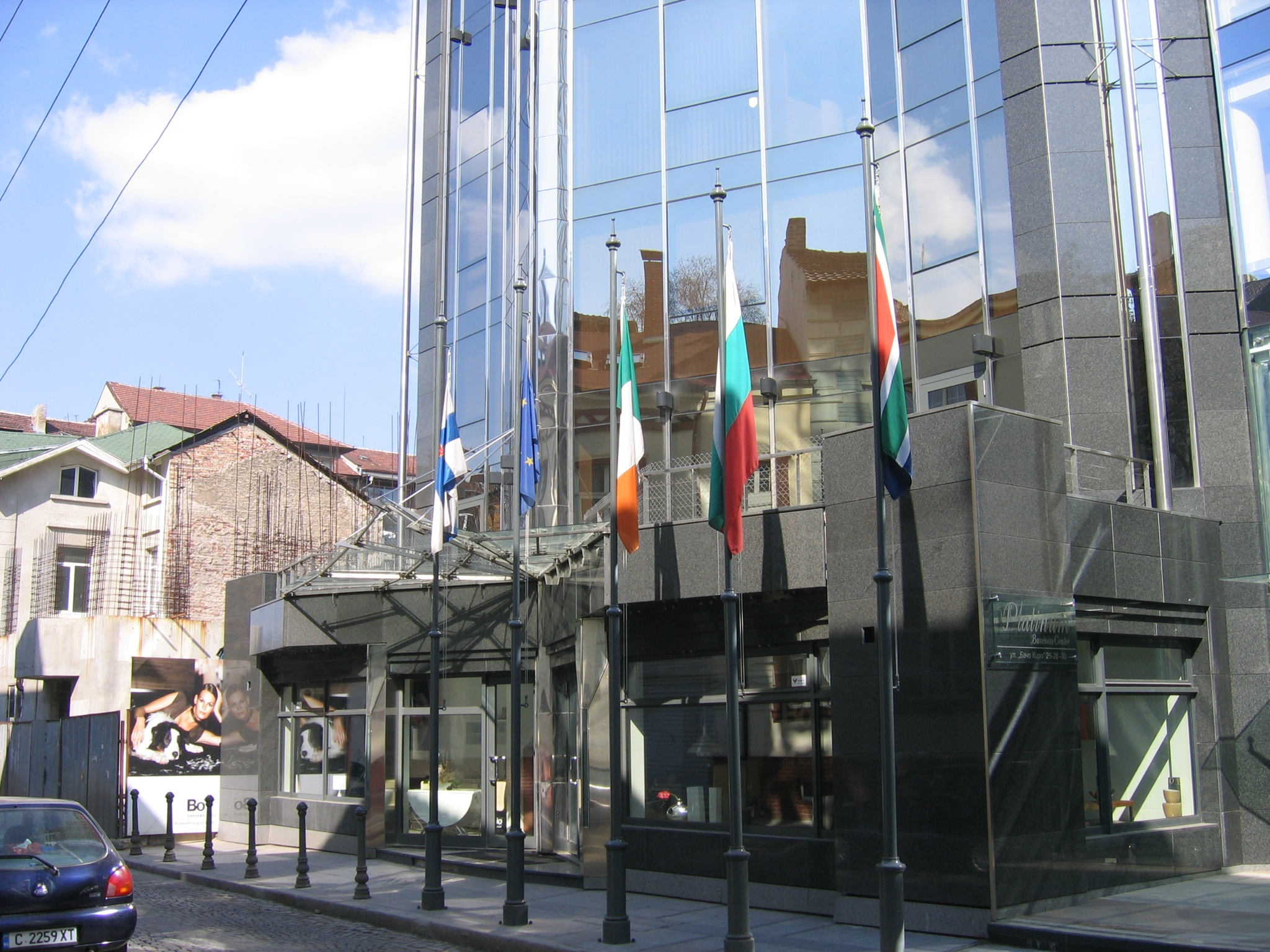
Посольство Фінляндії в Болгарії (разом із посольствами Ірландії та ПАР)
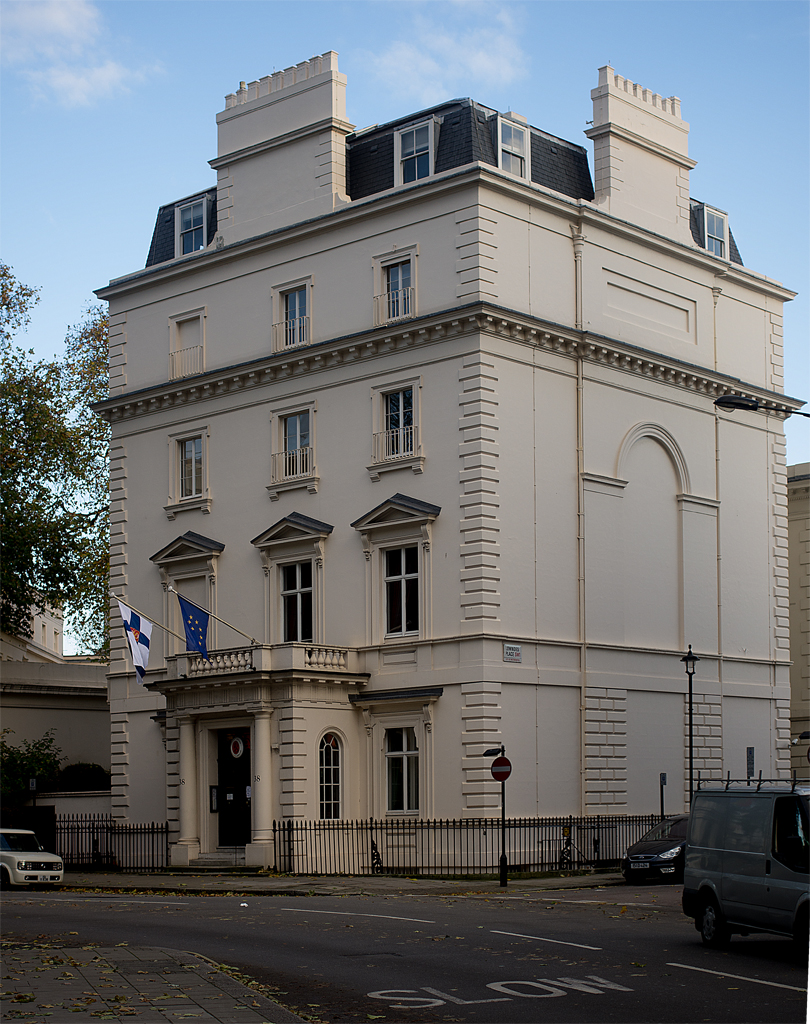
Посольство Фінляндії у Великій Британії
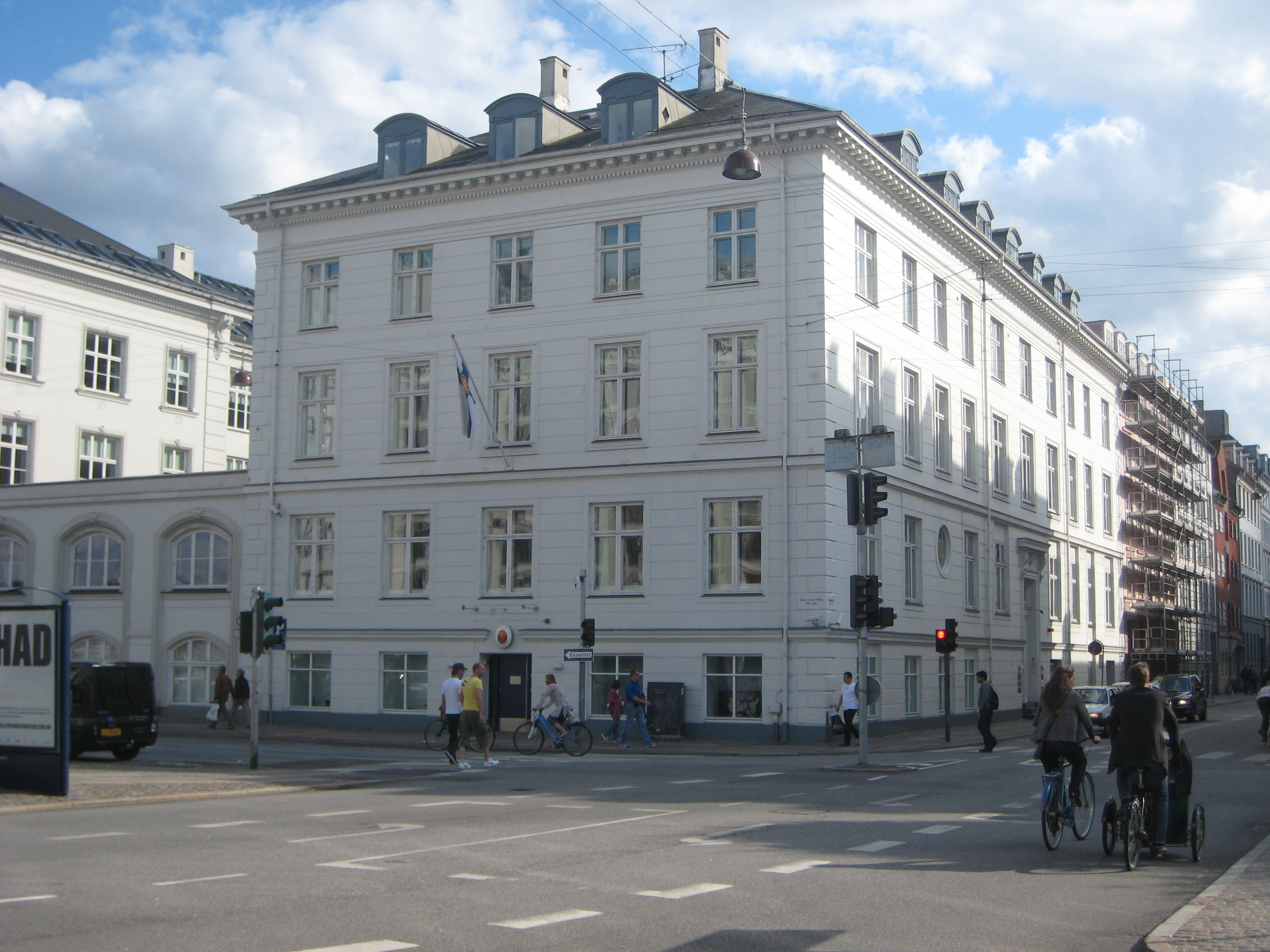
Посольство Фінляндії в Данії
Посольство Фінляндії в Естонії
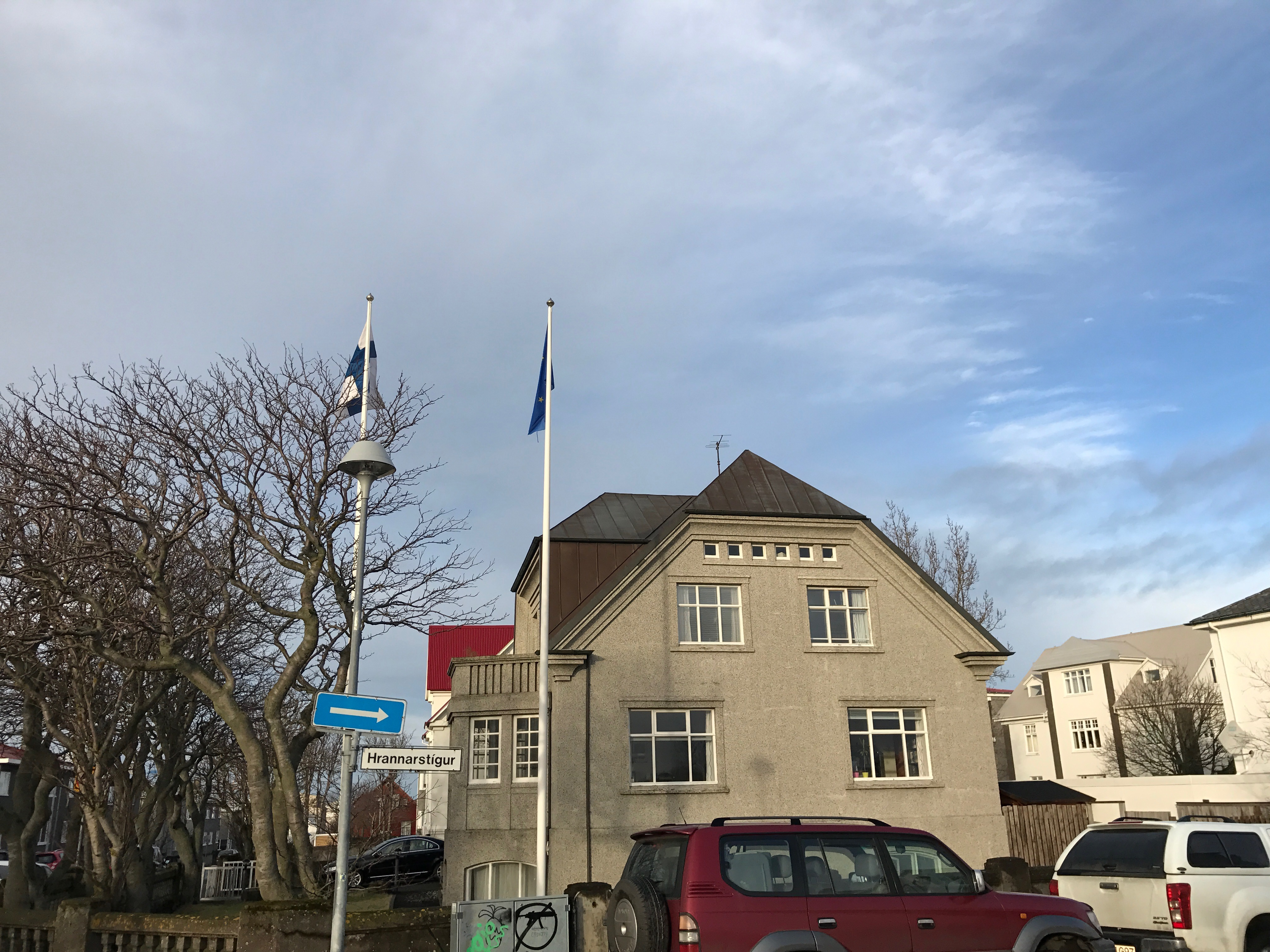
Посольство Фінляндії в Ісландії
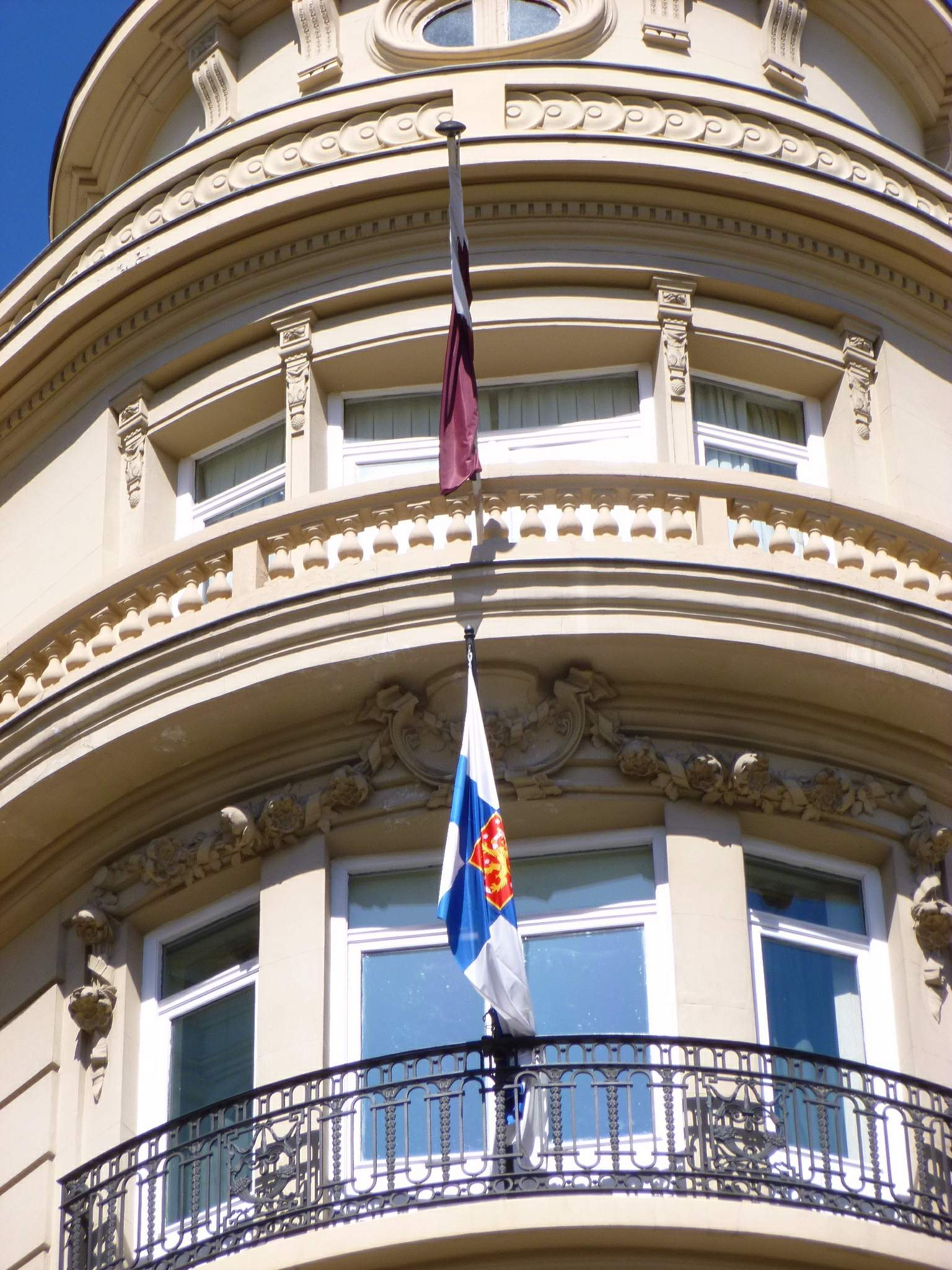
Посольство Фінляндії в Іспанії
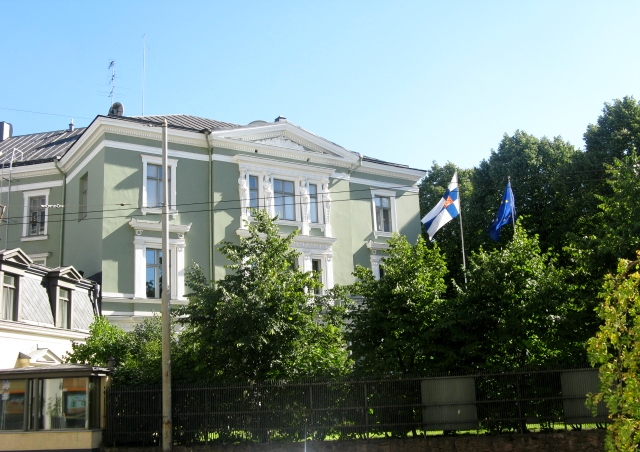
Посольство Фінляндії в Латвії
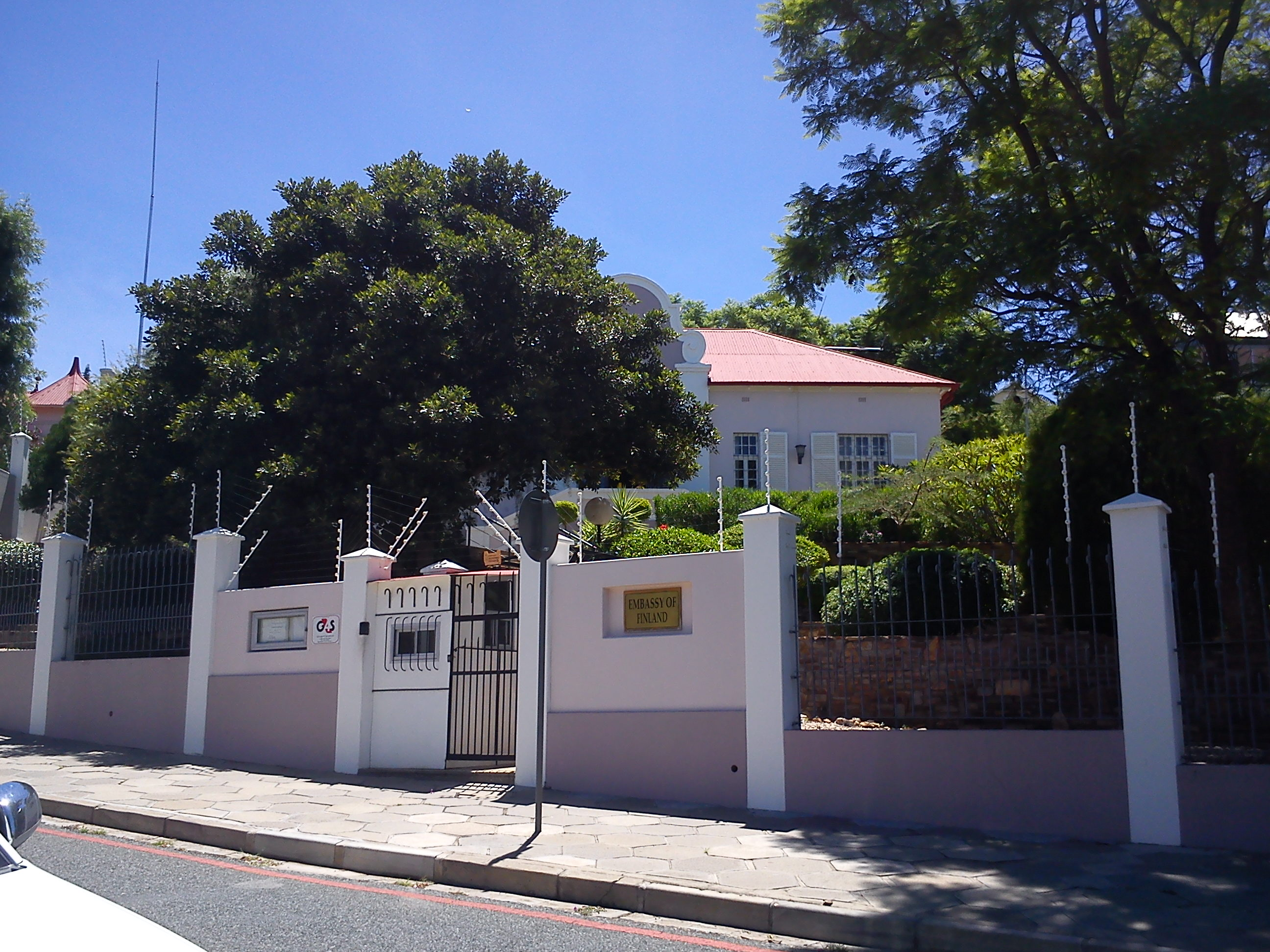
Посольство Фінляндії в Намібії
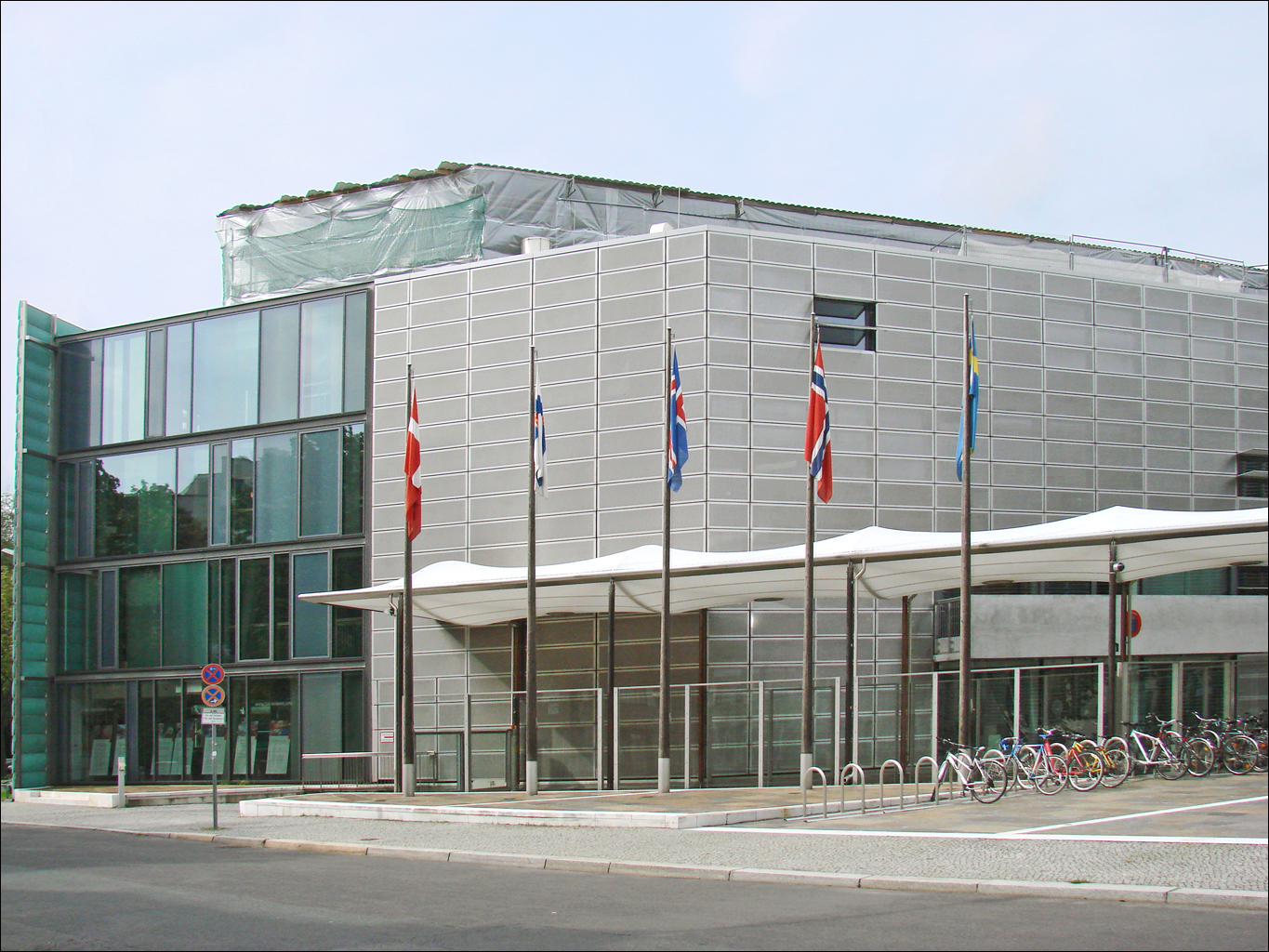
Посольство Фінляндії в Німеччині (разом із посольствами Данії, Ісландії, Норвегії та Швеції)
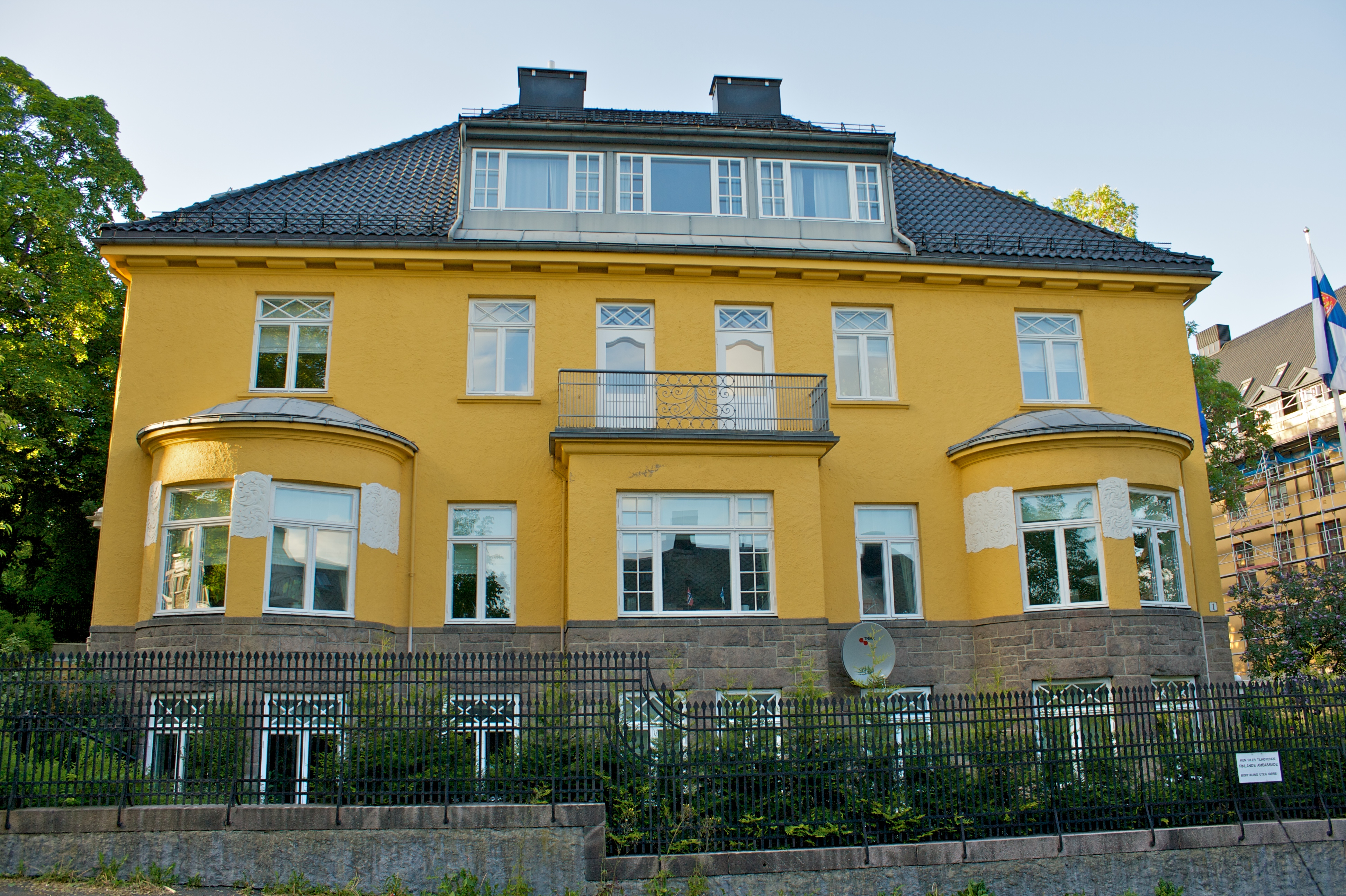
Посольство Фінляндії в Норвегії
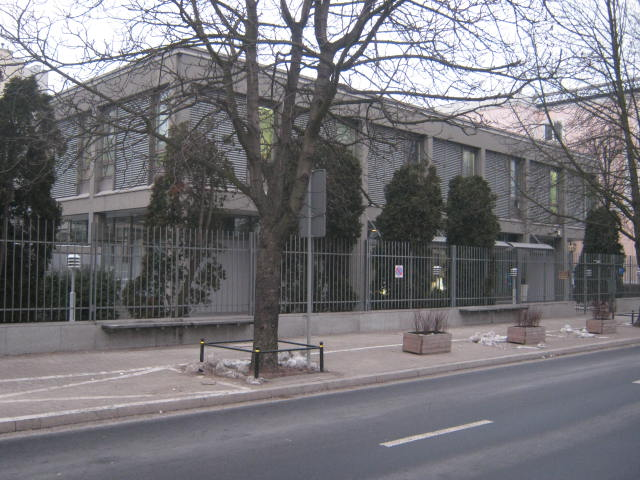
Посольство Фінляндії в Польщі
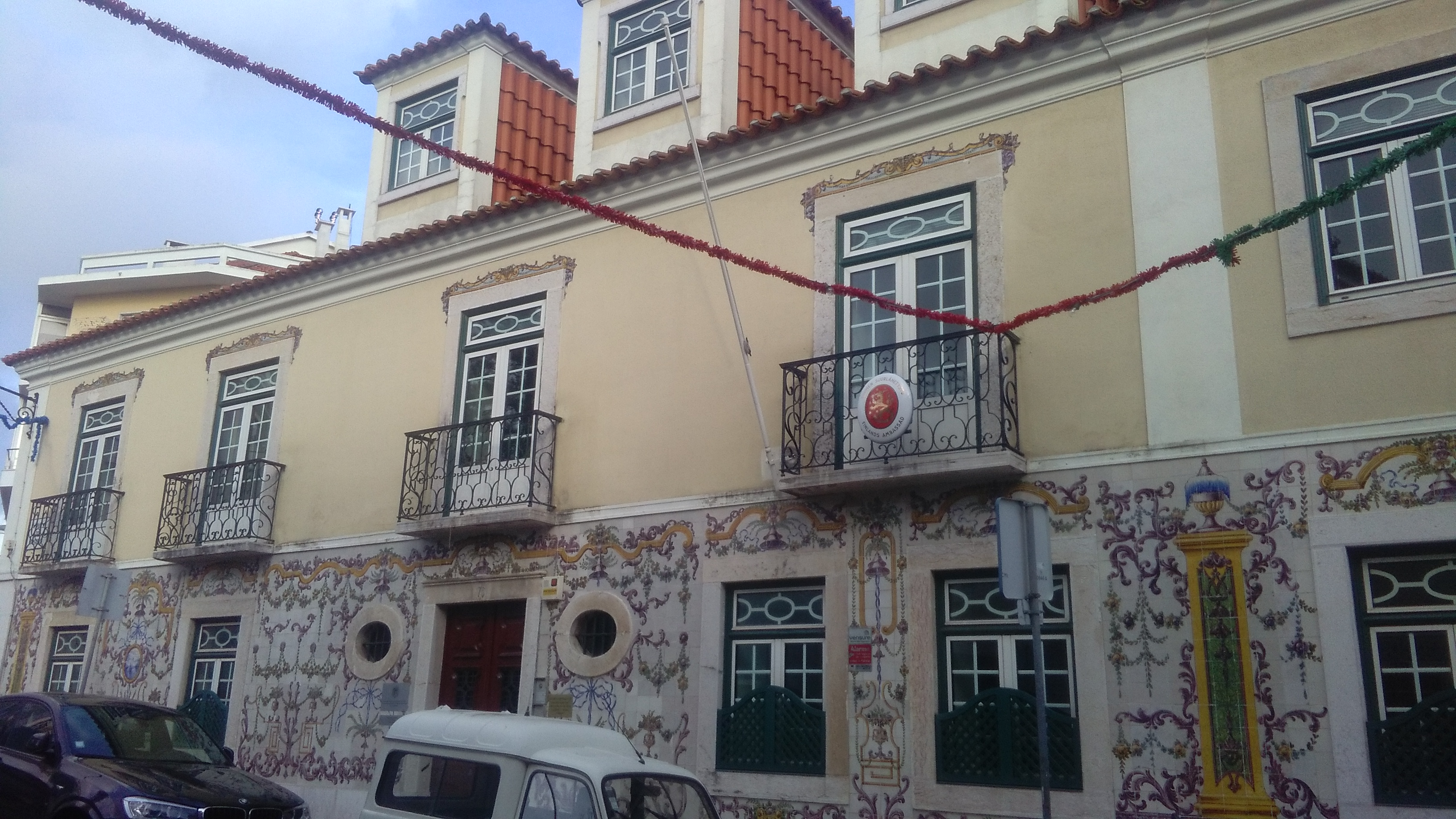
Посольство Фінляндії в Португалії
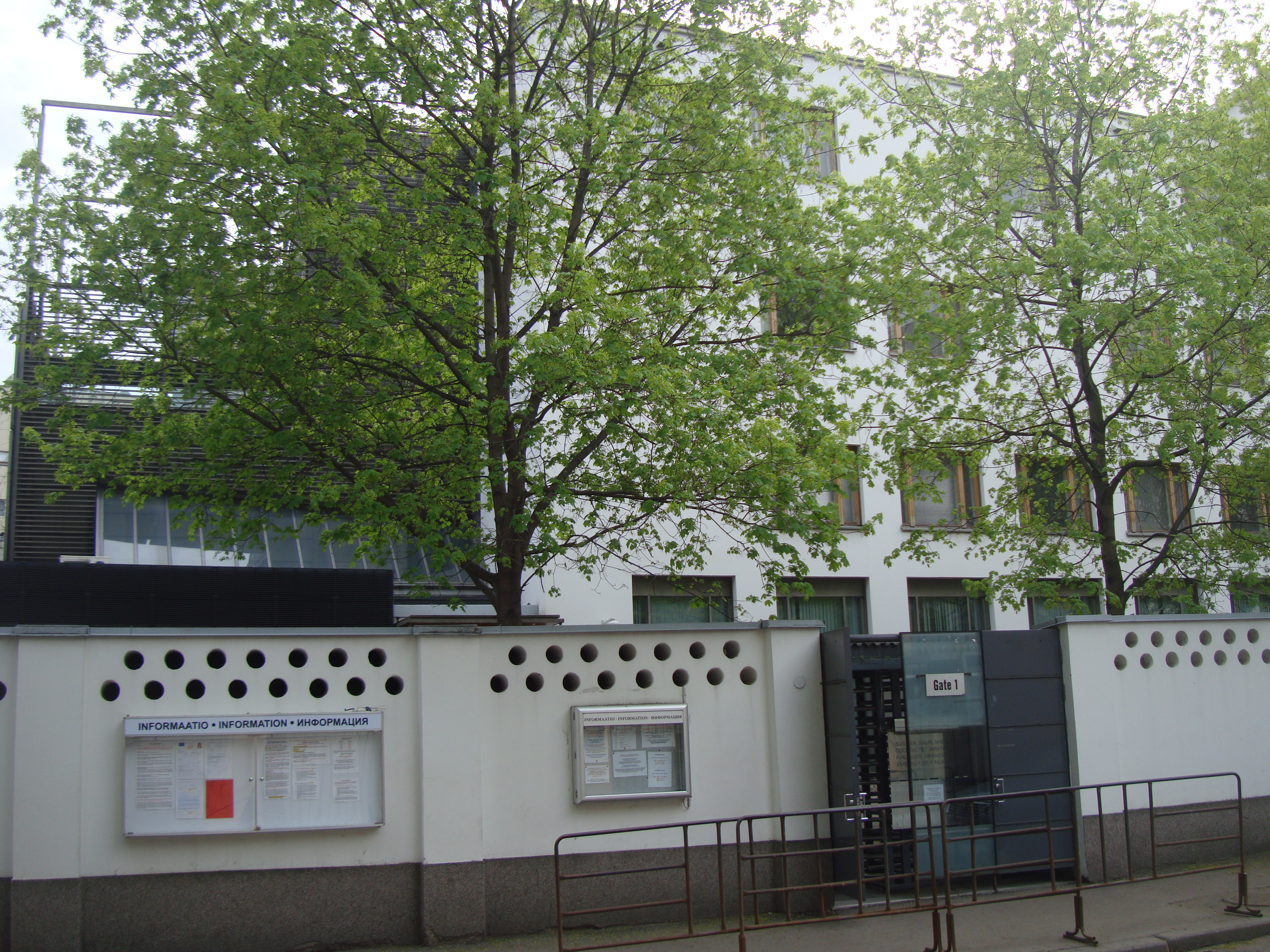
Посольство Фінляндії в Росії
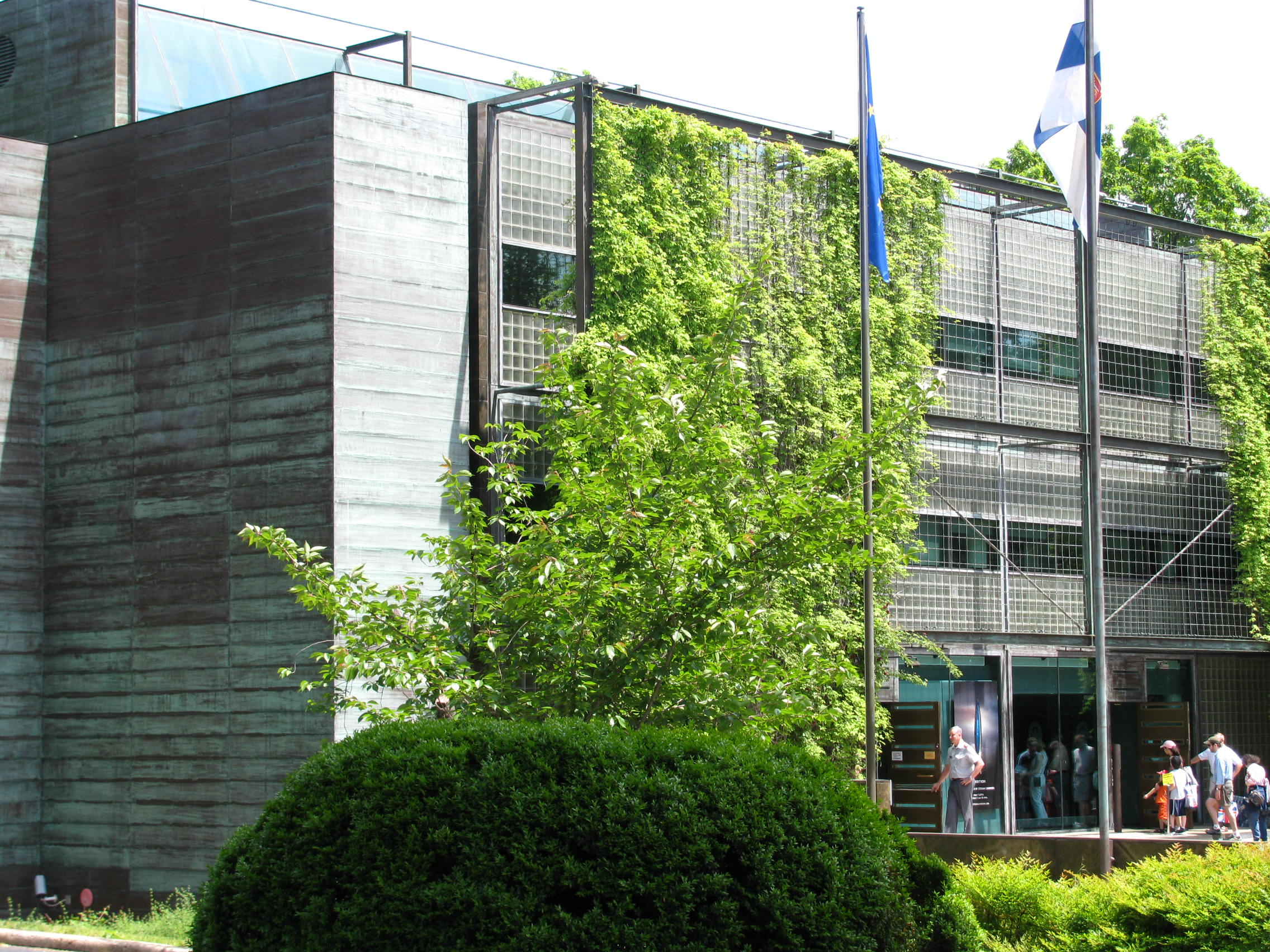
Посольство Фінляндії в США
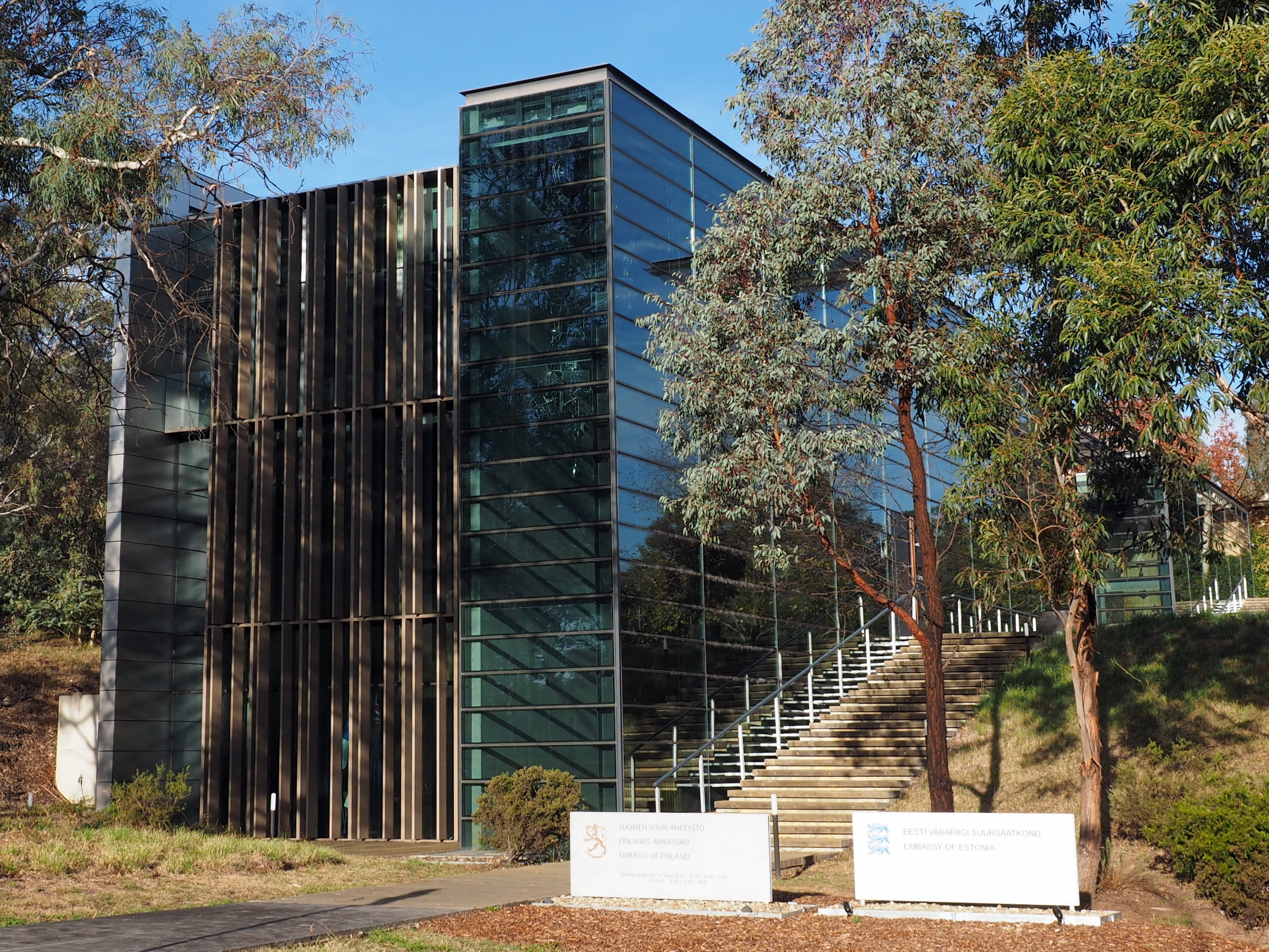
Посольство Фінляндії в Угорщині
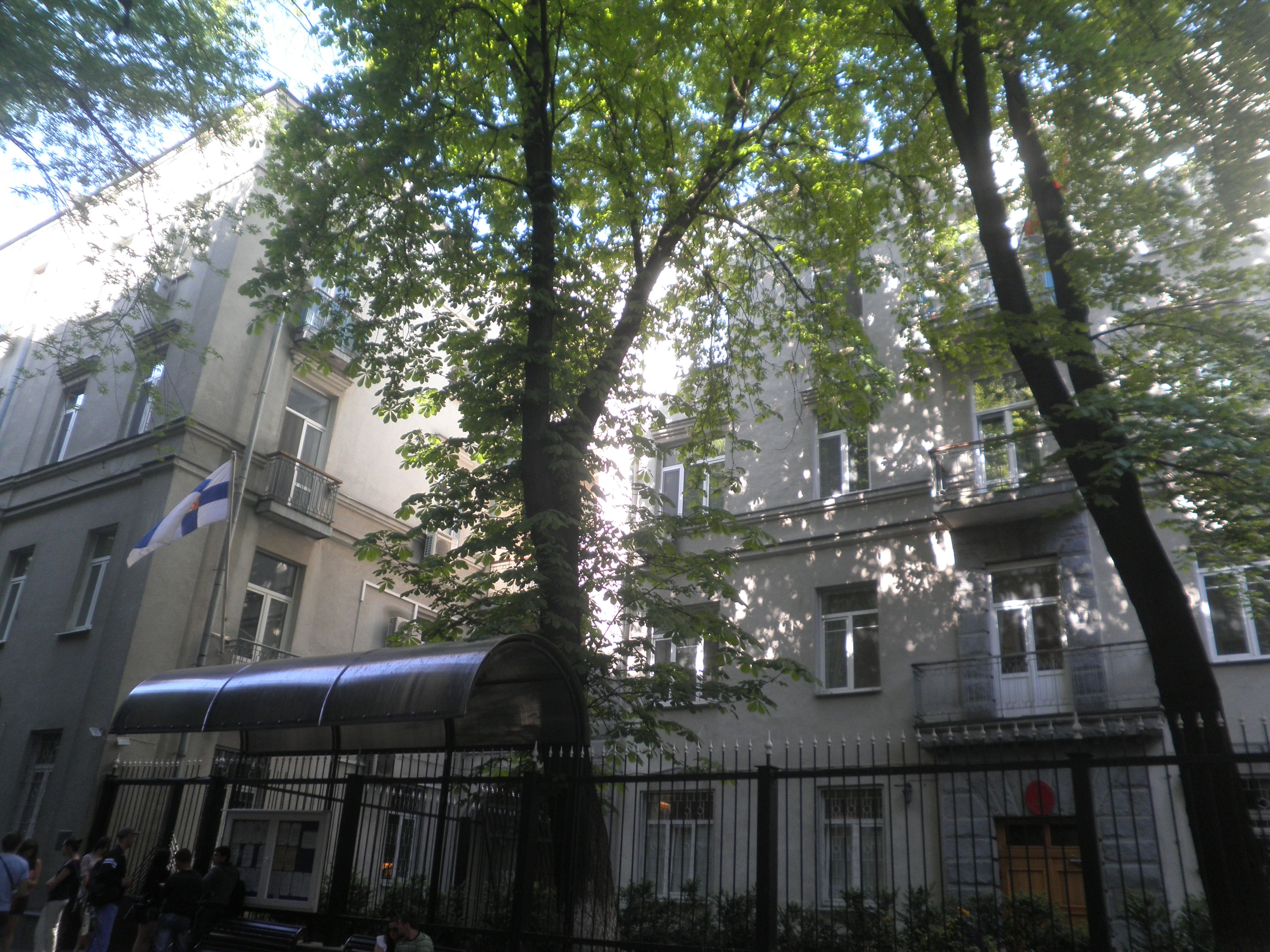
Посольство Фінляндії в Україні
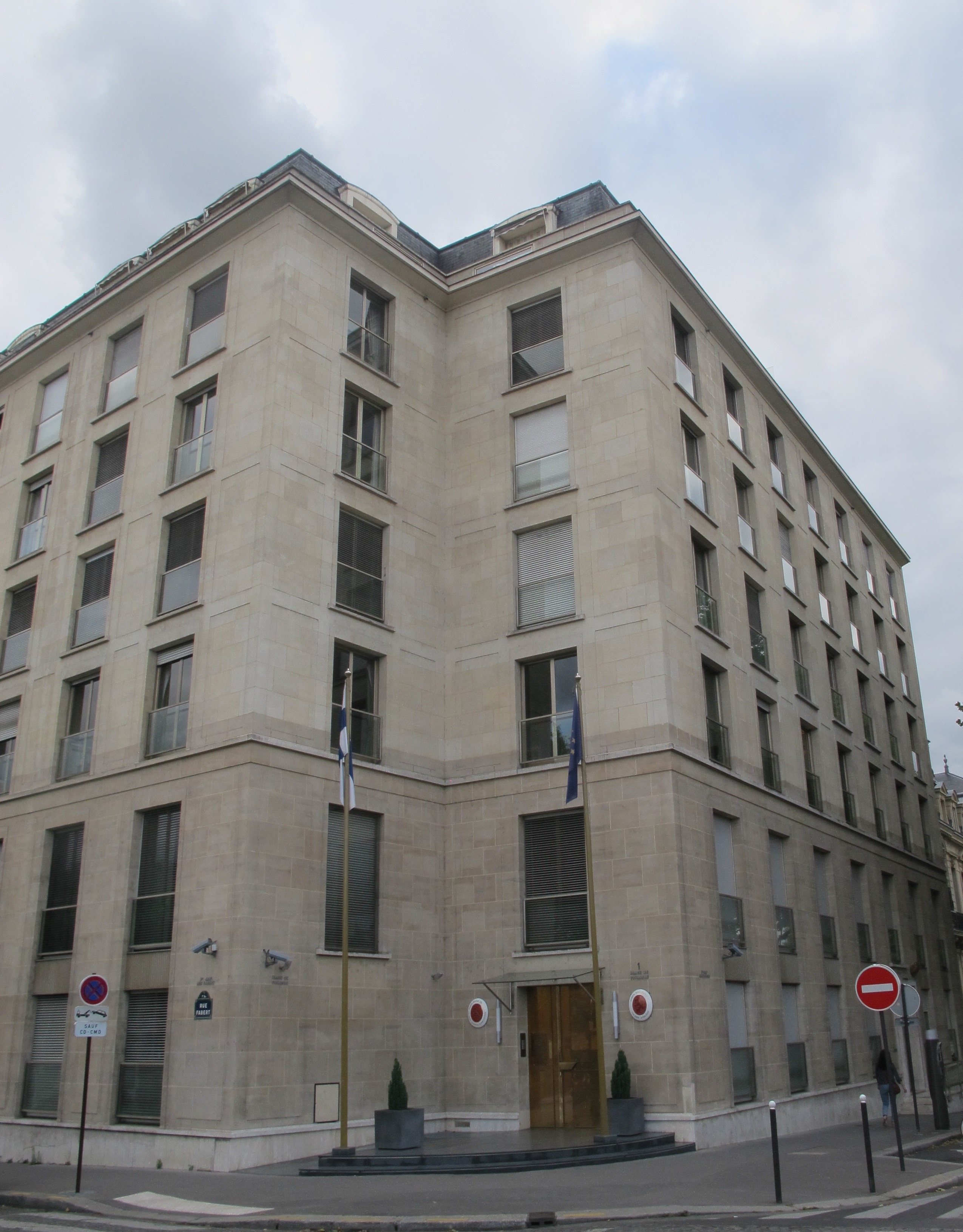
Посольство Фінляндії у Франції
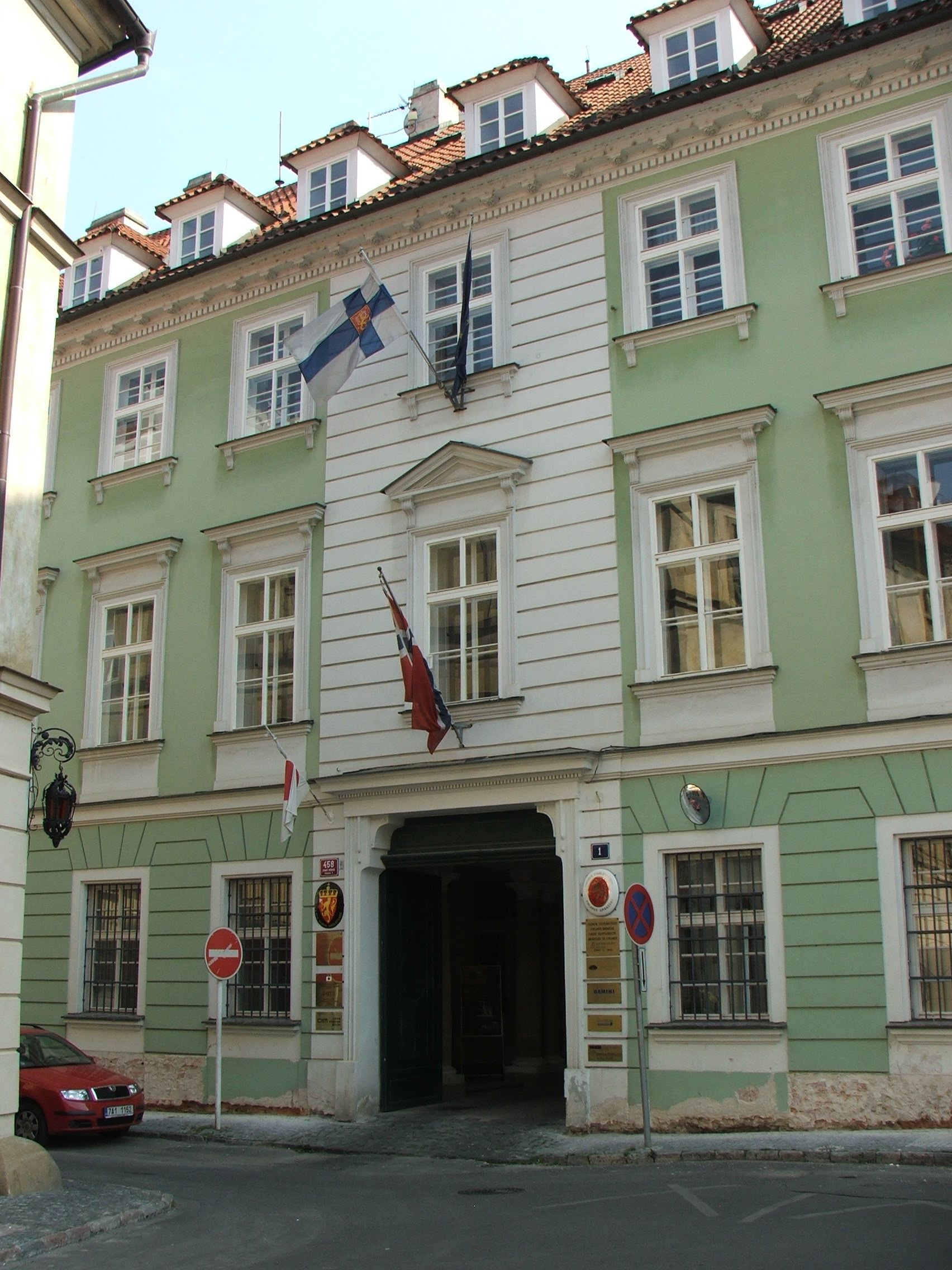
Посольство Фінляндії в Чехії (разом із посольством Норвегії)
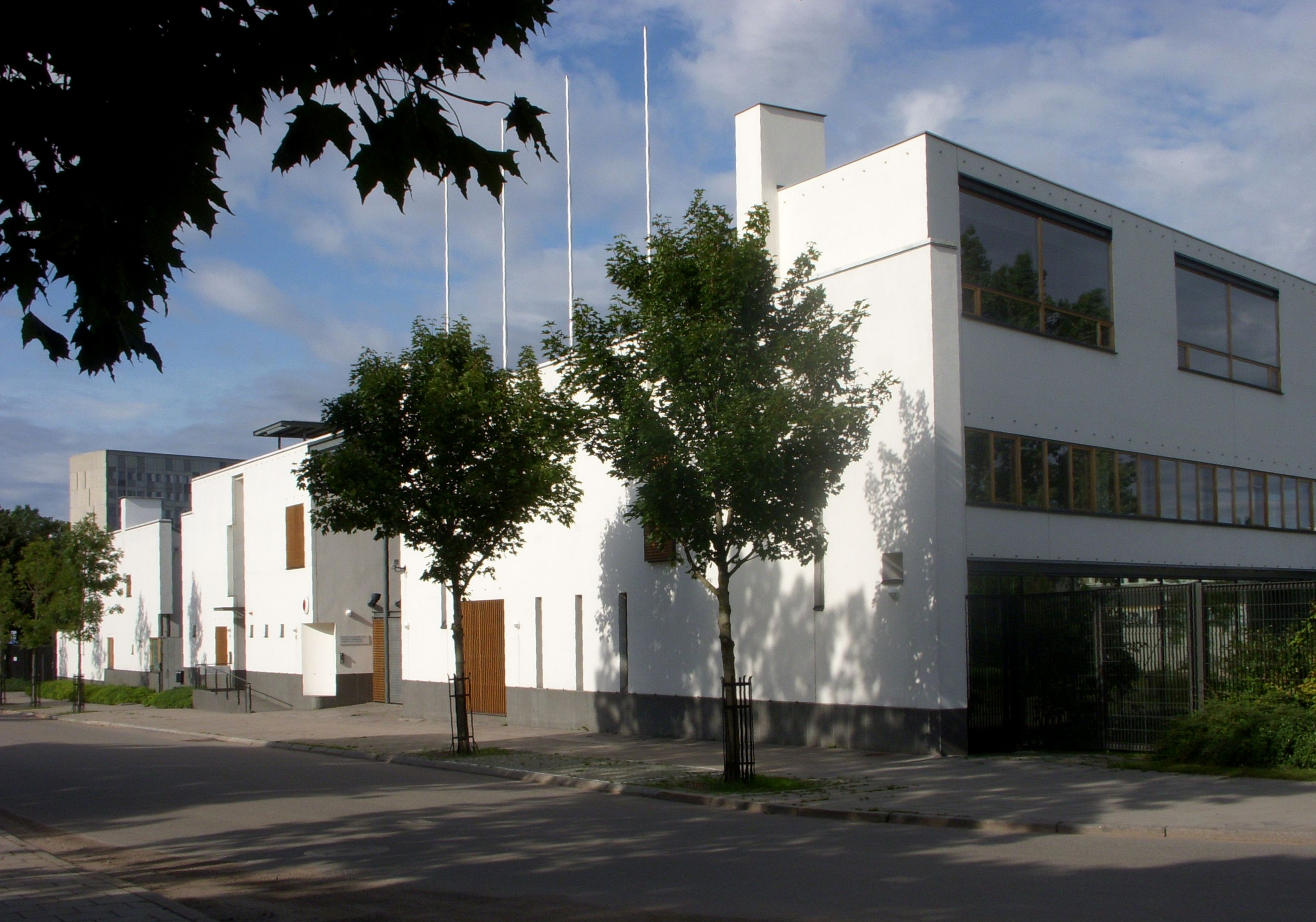
Посольство Фінляндії в Швеції
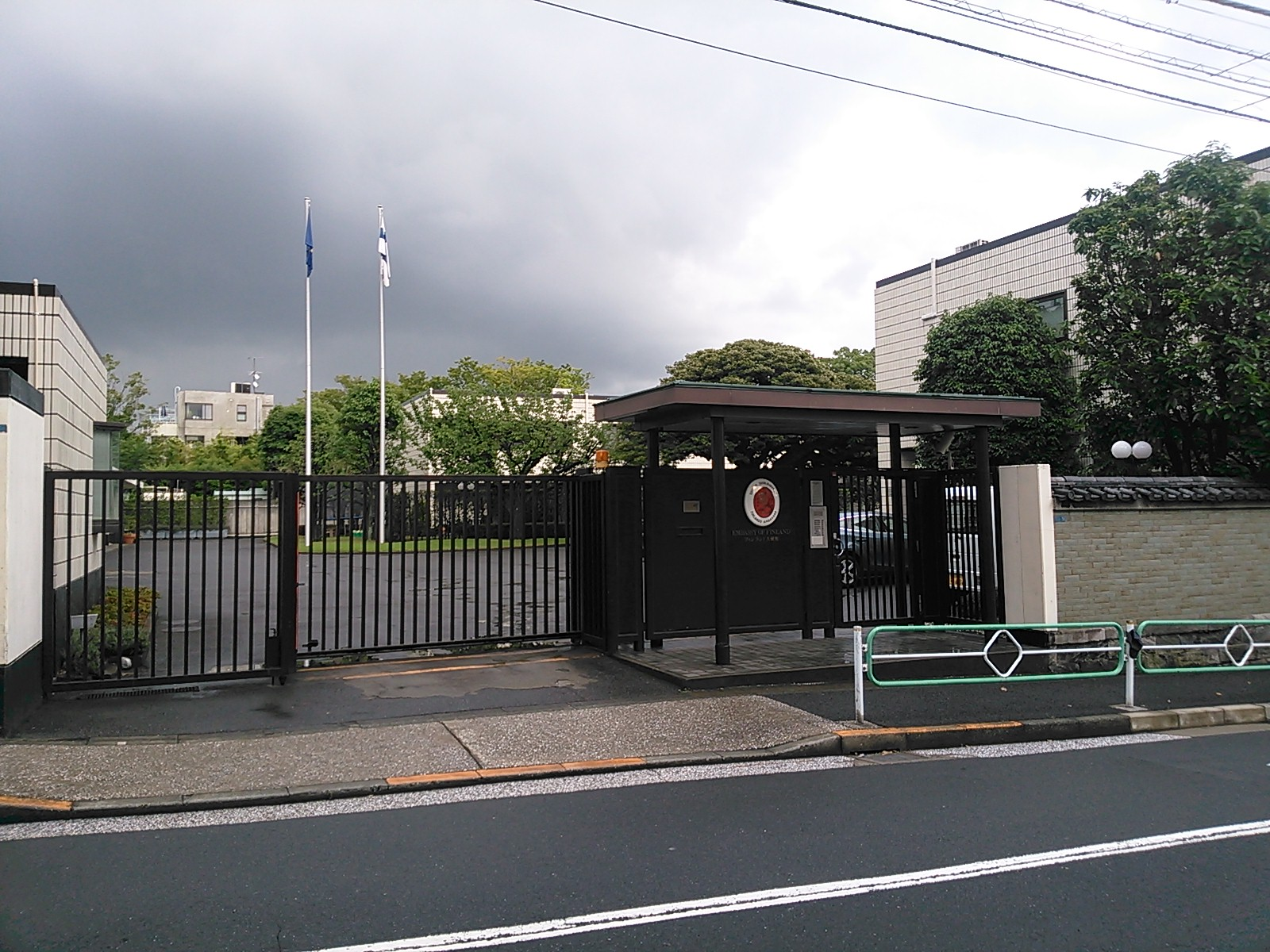
Посольство Фінляндії в Японії
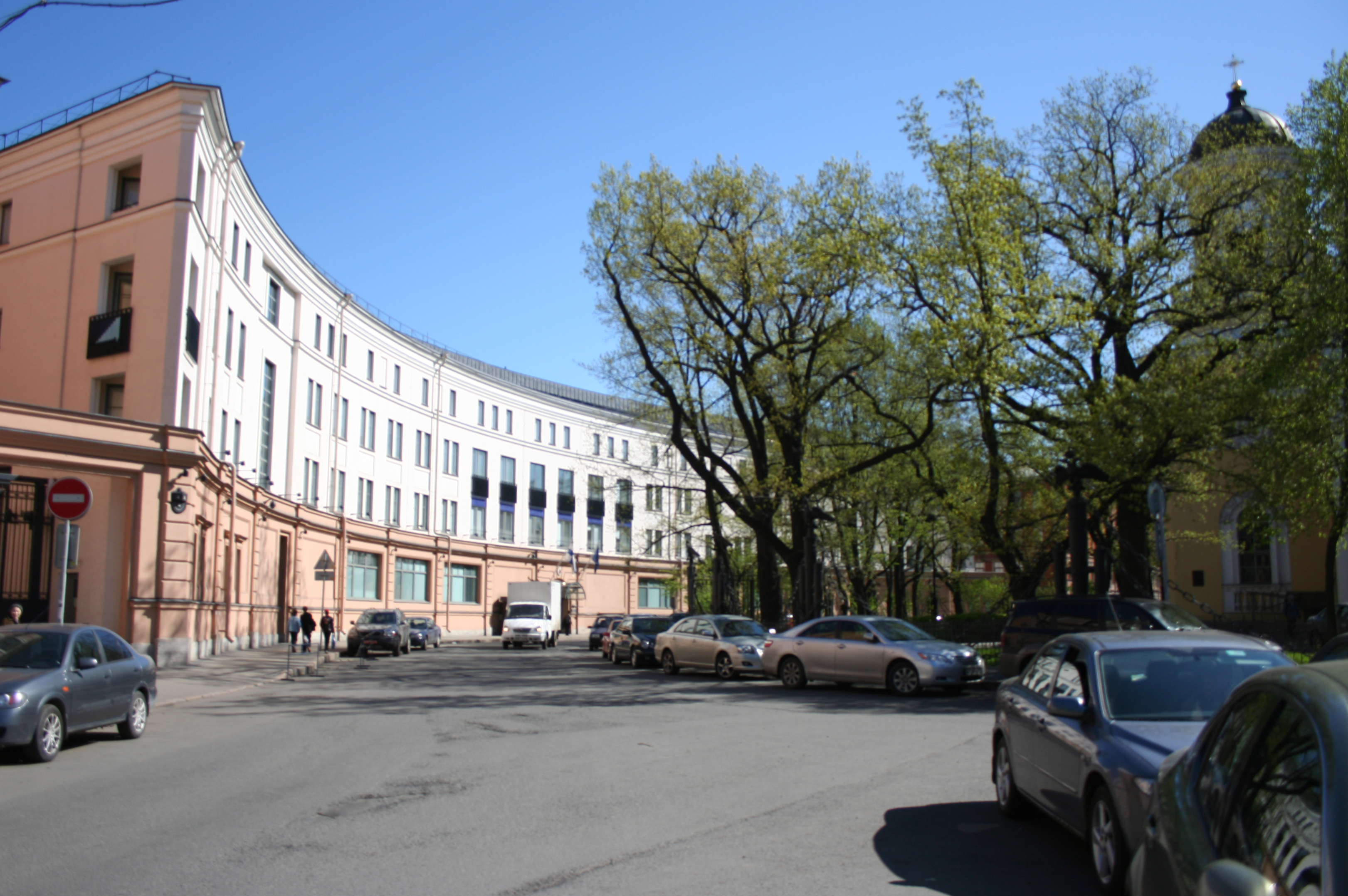
Генеральне-консульство Фінляндії в Санкт-Петербурзі, Росія